# Targ w Hoboken
Targ w Hoboken – rysunek niderlandzkiego malarza Pietera Bruegla.

## Tło historyczne
Bruegel, jak pisze Felix Timmermans w biografii malarza, nigdy nie rozstawał się ze szkicownikiem i ołówkiem. Rysował wszystko co uznał za ciekawe, a że ciekawe było dla niego praktycznie wszystko, jego szkice zalegały pracownię. W Targu w Hoboken przedstawił święto wioski niderlandzkiej. Z tej okazji do miejscowości, zgodnie z ówczesnym zwyczajem, ściągało wiele ludzi z okolicznych miejscowości. Kościół stanowiący wówczas często centrum życia towarzyskiego mieszkańców, zawsze występował w dziełach Bruegla, ilekroć ten malował wioskę. Uważa się, że w ten sposób podkreślał znaczenie wiary lub iż kościół był istotnym elementem rzeczywistości wiejskiej. To od procesji kościelnych wzięły początek organizowane targi.

## Opis
Na rysunku artysta uwidocznił kościół i gospodę oraz tłum ludzi. Ze świątyni wychodzi procesja. Wokół kościoła znajduje się cmentarz. Malarz nie zachował należytej powagi, jaka przysługuje miejscu. Umieścił na nim ludzi, którzy gadają, sikają, a nawet tańczą. Główne miejsce na grafice zajmuje plac, a na nim ludzie i wóz konny. Postacie bawią się, tańczą, piją, grają w kulki, a nawet ćwiczą strzelanie z łuku. Z lewej strony widoczna jest gospoda, nad którą powiewa ogromny sztandar. U dołu rysunku Bruegel narysował błazna, który prowadzi dwoje dzieci, trzymając je za ręce. To kluczowy element rysunku. Moralizatorskie przesłanie skierowane jest do frywolnie bawiących się, ale i przestrzega widza: „Głupota wywodzi ludzi w pole” (lub „Głupota prowadzi ludzi”). Postać błazna występuje również w Walce karnawału z postem.